# William D. Byron
William Devereux Byron II (Danville, 15 maggio 1895 – Jonesboro, 27 febbraio 1941) è stato un politico statunitense, membro della Camera dei Rappresentanti per lo stato del Maryland dal 1939 al 1941.

## Biografia
Nato in Virginia, Byron si trasferì da bambino nel Maryland, dove studiò. Prese parte alla prima guerra mondiale e successivamente andò a lavorare nell'azienda di famiglia che produceva pellami.
In seguito Byron si dedicò alla politica con il Partito Democratico e venne eletto sindaco del suo paese, per poi ottenere un seggio all'interno della legislatura statale del Maryland. Nel 1938 si candidò alla Camera dei Rappresentanti e venne eletto; due anni dopo fu rieletto per un secondo mandato sconfiggendo il repubblicano Walter Johnson, noto campione di baseball.
Nel febbraio del 1941, poco dopo l'inizio del suo secondo mandato, Byron prese un aereo diretto in Texas, ma nei pressi di Atlanta il velivolo precipitò, uccidendo nove dei sedici passeggeri, tra cui lo stesso Byron. Uno dei passeggeri rimasti incolumi fu Eddie Rickenbacker, che era anche il presidente della compagnia aerea.
Dopo la morte di Byron, il suo seggio al Congresso venne occupato dalla sua vedova, Katharine. Curiosamente, molti anni dopo anche il figlio dei Byron, Goodloe, venne eletto deputato alla Camera e morì mentre era in carica; anche in questo caso il suo seggio venne occupato dalla vedova, Beverly.